# 風流踊

狩野長信『花下遊楽図屏風』左隻
----
安土桃山時代の風流踊のようすが描かれている。

風流踊（ふりゅうおどり）または風流（ふりゅう）とは、日本の中世芸能のひとつで、鉦・太鼓・笛など囃しものの器楽演奏や小歌に合わせて様々な衣装を着た人びとが群舞する踊りである。室町時代に流行した。
この時代に、趣向を凝らして人目を奪う美意識（風流）の代表的表現として始まった。

## 概要
華やかな衣装で着飾り、または仮装を身につけて、鉦（かね）や太鼓、笛などで囃し、歌い、おもに集団で踊る踊りである。のちには、華麗な山車の行列や、その周囲で踊った踊りを含めて「風流」と称した。疫神祭や、念仏、田楽などに起源をもつ芸能と考えられている。文明9年（1477年）まで続いた応仁・文明の乱以降とくにさかんになり、踊りを中心に広まった。歴史的には、『豊国祭礼図屏風』に描写された慶長9年（1604年）の豊臣秀吉七回忌における豊国神社の風流踊がよく知られている。
江戸時代に入ると、一回性の趣向を凝らして人目を奪うといった風流の精神は失われ、固定化された踊りとして各地の農村に定着した。風流踊りの踊り歌は武家の視点に立った武家好みの歌詞が多く、藩政下において雨乞いの一手段として奨励・助成された。多くの風流踊りは継承が途絶えたが、三重県伊賀地方などでは現在も継承されている。
後世、亡者慰霊のための念仏踊や盆踊り、雨乞踊、虫送り、太鼓踊、浮立（ふりゅう）、剣舞（けんばい）、迎講、仏舞（ほとけのまい）、小歌踊、願人踊（がんにんおどり）、綾踊、奴踊、花笠踊、棒踊、祭礼囃子、三匹獅子舞、太鼓打芸など、多くの民俗芸能、民俗行事の源流となった。
令和2年（2020年）2月、文化庁の文化審議会無形文化遺産部会において「風流踊」が同年度のユネスコ無形文化遺産への提案候補として選定される。令和4年（2022年）、ユネスコの評価機関による登録勧告を経て、11月30日、正式に登録が決定した。対象となったのは24都府県の計41件。平成21年（2009年）に無形文化遺産に登録された「チャッキラコ」（神奈川県）に加える形で、ひとまとめでの登録になるため、日本の無形文化遺産の登録数は22件のままとなる。

## 登録行事一覧
岩手県
- 永井の大念仏剣舞
- 鬼剣舞

秋田県
- 西馬音内の盆踊
- 毛馬内の盆踊

東京都
- 小河内の鹿島踊
- 新島の大踊
- 下平井の鳳凰の舞

神奈川県
- チャッキラコ
- 山北のお峰入り

新潟県
- 綾子舞
- 大の阪

山梨県
- 無生野の大念仏

長野県
- 跡部の踊り念仏
- 和合の念仏踊
- 新野の盆踊り

岐阜県
- 郡上踊
- 寒水の掛踊

静岡県
- 徳山の盆踊
- 有東木の盆踊

愛知県
- 綾渡の夜念仏と盆踊

三重県
- 勝手神社の神事踊

滋賀県
- 近江湖南のサンヤレ踊り
- 近江のケンケト祭り 長刀振り

京都府
- 京都の六斎念仏
- やすらい花
- 久多の花笠踊

兵庫県
- 阿万の風流大踊小踊

奈良県
- 十津川の大踊

島根県
- 津和野弥栄神社の鷺舞

岡山県
- 白石踊
- 大宮踊

徳島県
- 西祖谷の神代踊

香川県
- 綾子踊
- 滝宮の念仏踊

福岡県
- 感応楽

長崎県
- 平戸のジャンガラ
- 大村の沖田踊・黒丸踊
- 対馬の盆踊

熊本県
- 野原八幡宮風流

大分県
- 吉弘楽

宮崎県
- 五ケ瀬の荒踊